# 贵州链珠藤
贵州链珠藤（学名：Alyxia kweichowensis）为夹竹桃科链珠藤属的植物。分布于中国大陆的贵州等地，生长于海拔350米的地区，一般生于疏林中，目前尚未由人工引种栽培。
其种加词“kweichowensis”意为“贵州的”。
现接受名为链珠藤（Alyxia sinensis Champion ex Benth., 1852）。